# Little Mix
Little Mix är en brittisk musikgrupp bestående av Perrie Edwards, Leigh-Anne Pinnock och Jade Thirlwall. Gruppen bildades 2011 och hade från början fyra medlemmar, men i december 2020 valde Jesy Nelson att hoppa av efter nio år i bandet.

## Historik
Samtliga gruppmedlemmar sökte till The X Factor 2011 som soloartister. Dock bestämde sig juryn för att sätta ihop dem till en grupp, eftersom de var starkare ihop, så som man tidigare gjort med One Direction. Little Mix vann tävlingen med en egen version av "Cannonball", en låt av Damien Rice, och blev därmed den första gruppen att vinna The X Factor. Gruppens mentor under programmets gång var sångerskan Tulisa Contostavlos. Efter deras seger tecknade de avtal med Simon Cowells skivbolag Syco Music.
Little Mix albumdebuterade med DNA den 19 november 2012. Albumet blev topp 5 i åtta länder och topp 2 i Storbritannien. Detta gjorde att Little Mix blev den första tjejgruppen sedan Pussycat Dolls att nå topp 5 i USA. Albumet blev det högst rankade debutalbumet av en brittisk tjejgrupp någonsin, ett rekord som tidigare hölls av Spice Girls. Salute, bandets andra album, släpptes 2013 och debuterade på topp 10 listan både i Storbritannien och USA.
2015 släpptes bandets tredje album, efter att de hade varit frånvarande i cirka 2 år. Bandet arbetade i studion med att skriva låtar under dessa år och skrev ett helt album som de sedan inte blev nöjda med. De slängde hela det albumet och började om på nytt, vilket ledde till albumet Get Weird. Get Weird är till idag deras bäst säljande album. Albumets första singel Black Magic blev gruppens tredje nummer 1-singel i Storbritannien och blev även nominerad för två stycken Brit Awards under 2016 med hela 190 miljoner visningar på Youtube. Från och med maj 2016 har gruppen uppnått tre platina-certifierade album samt tio singlar i Storbritannien.
Den 25 juli 2015 gästade Little Mix svenska programmet "Sommarkrysset" och uppträdde med sin låt "Black Magic". Den 9 oktober uppträdde de även på svenska Idol med samma låt. De har även fått flera av deras musikvideor "Vevo Certified", det vill säga de har uppnått fler än 100 miljoner visningar. Exempel på dessa videor är bland annat "Black Magic", "Move" och "Wings".
I november 2018 tillkännagavs att gruppen skulle splittras sig från Cowells skivbolag Syco Music, på grund av att skivbolaget inte längre arbetade med gruppens ledningsbolag.
Den 14 december 2020 tillgännagav gruppen på sin officiella Instagram att Jesy Nelson valt att gå ur gruppen men att resterande medlemmar skulle fortsätta.

## Medlemmar

### Perrie Edwards

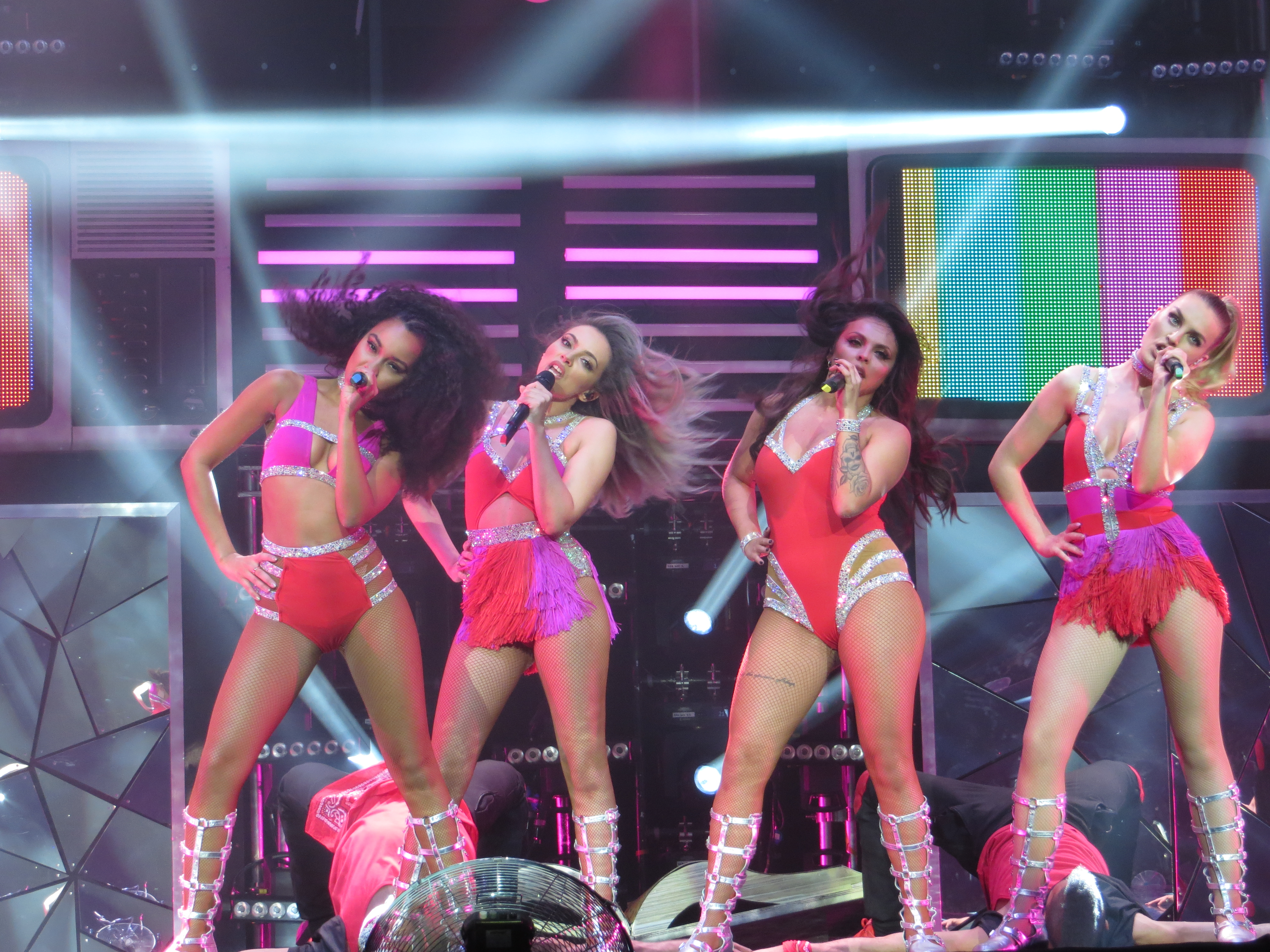

Perrie Louise Edwards föddes 10 juli 1993 i South Shields, där hon även växte upp. Hennes föräldrar är Alexander Edwards och Deborah Duffy. Hon har en äldre bror som heter Jonnie Edwards och även en halvsyster på sin fars sida, Caitlin Edwards. Edwards sjöng "You Oughta Know" av Alanis Morissette på sin audition i X Factor. Hon har examen från St. Peter och Paul RC Primary school i South Shields och gick även på Mortimer Community College där hon utmärkte sig i både läsämnen och övningsämnen. År 2015 blev Edwards utnämnd till "Woman Of The Year" av Fabulous Magazine. 

### Leigh-Anne Pinnock
Leigh-Anne Pinnock föddes 4 oktober 1991 i High Wycombe, Buckinghamshire. Pinnock har två systrar, Sarah och Sian-Louise. Pinnock har ursprung från Barbados och Jamaica. Innan hon gick med i Little Mix arbetade hon som servitris på Pizza Hut. Pinnock sjöng "Only Girl (In the World)" med Rihanna på sin audition för The X Factor. Pinnock har sedan 2016 dejtat brittiska fotbollsspelaren Andre Grey. 

### Jade Thirlwall
Jade Amelia Thirlwall föddes 26 december 1992 i Laygate, en trakt i South Shields. Hon har ursprung från Jemen och Egypten från sin mammas sida. Thirlwall provsjöng med låten "I want to hold your hand" av The Beatles, för The X Factor år 2010. Hon provsjöng även för programmet 2008 men gick inte hela vägen. När Thirlwall växte upp hade hon svår anorexia vilket hon berättade om i Little Mixs bok Our World. 

## Tidigare medlemmar

### Jesy Nelson
Jesy Louise Nelson föddes 14 juni 1991 och växte upp i Romford. Nelson sjöng "Bust your windows" av Jazmine Sullivan för sin X Factor audition. Sedan hon gick med i Little Mix har Nelson under många år blivit utpekad och nätmobbad på grund av sin vikt, vilket hon berättar om i sin dokumentär för BBC kallad Jesy Nelson: Odd One Out. I dokumentären berättar hon också att hon 2013 försökte ta sitt liv. Under 2019 har Nelson börjat dejta Chris Hughes, som blev känd genom det brittiska TV-programmet Love Island. Efter en längre paus från att uppträda med gruppen under vintern 2020 tillkännagavs nyheterna att Jesy inte skulle återvända till gruppen.

## Diskografi
- DNA (2012)
- Salute (2013)
- Get Weird (2015)
- Glory Days (2016)
- LM5 (2018)
- Confetti (2020)

## Konsertturnéer

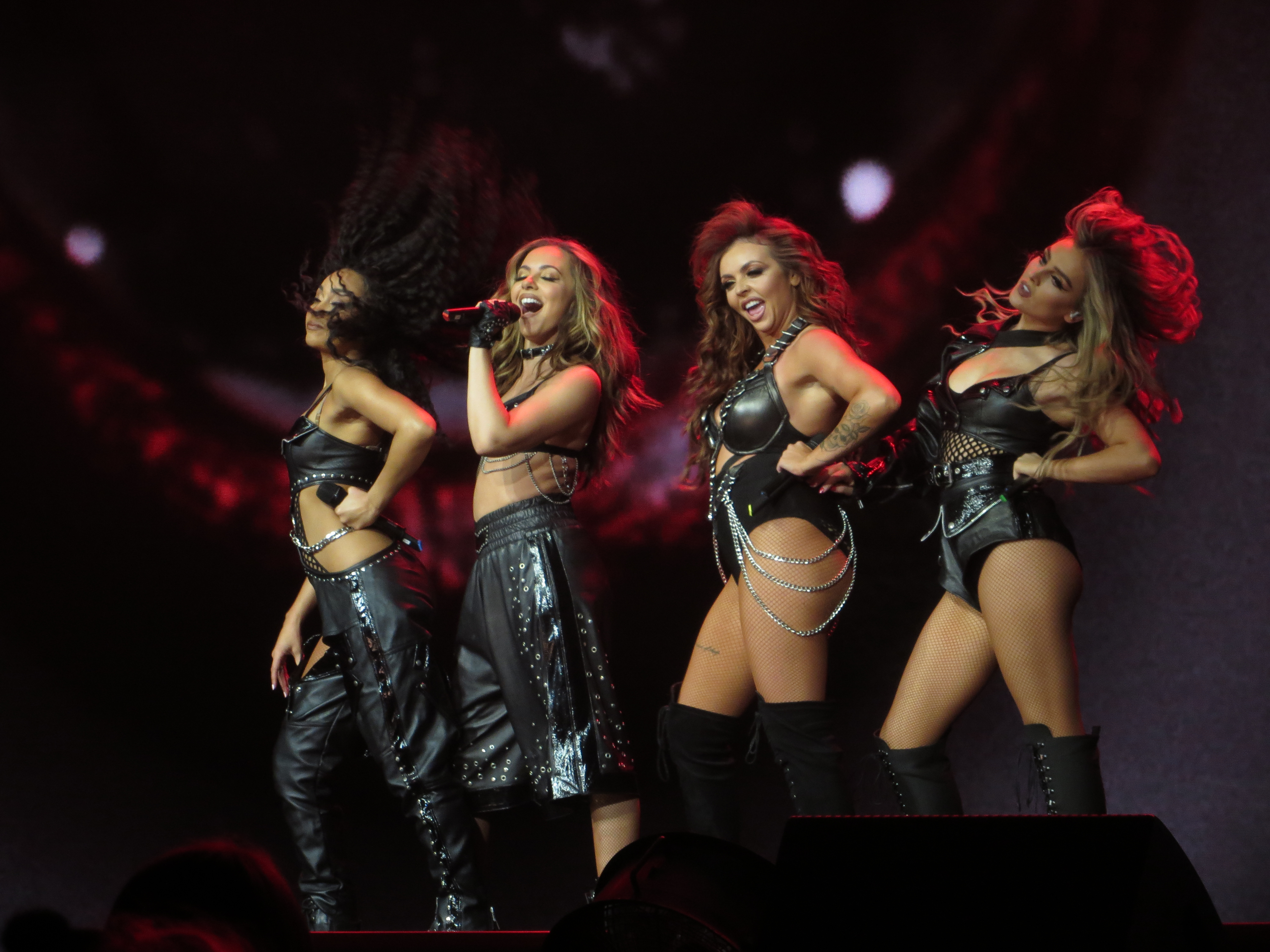
Little Mix (2017)

### Som huvudakt
- DNA Tour (2013)
- The Salute Tour (2014)
- The Get Weird Tour (2016)
- Glory Days Tour (2017)
- Summer Hits Tour (2018)
- LM5: The Tour (2019)
- Confetti tour - The last show (2022)

### Som support
- The X Factor Live Tour (2012)
- Neon Lights Tour (2014)
- The Dangerous Woman Tour (2017)

## Priser och nomineringar

### BBC Radio 1 Teen Awards
BBC Radio 1 Teen Awards är en prisshow anordnad den brittiska radiostationen med samma namn. Little Mix har blivit nominerade fyra gånger. Senaste gången var 2015 och då vann dem även sin kategori. 
| Year | Nominerad     | Pris                    | Resultat  | Ref.  |
| ---- | ------------- | ----------------------- | --------- | ----- |
| 2013 | Little Mix    | Best British Group      | Nominerad | [ 3 ] |
| 2015 | Little Mix    | Best British Group      | Nominerad | [ 4 ] |
| 2015 | Little Mix    | Embrace Your Uniqueness | Vann      | [ 5 ] |
| 2015 | "Black Magic" | Best British Single     | Nominerad | [ 4 ] |

### Brit Awards
| Year          | Nominerad                  | Pris                      | Resultat  | Ref. |
| ------------- | -------------------------- | ------------------------- | --------- | ---- |
| 2016          |                            |                           |           |      |
| "Black Magic" | British Single of the Year | Nominerad                 | [ 6 ]     |      |
| "Black Magic" | British Video of the Year  | Nominerad                 | [ 6 ]     |      |
| 2017          | "Shout Out To My Ex"       | Best British Single       | Vann      |      |
| 2017          | "Shout Out To My Ex"       | Best British Artist Video | Nominerad |      |
| 2017          | Little Mix                 | Best British Group        | Nominerad |      |
| 2019          | "Woman like me"            | British Video of the Year | Vann      |      |
| 2021          | Little Mix                 | Best British Group        | Vann      |      |

### CosmopolitanUltimate Women Awards
Cosmopolitan (magazine) är en internationell tidning för kvinnor. Cosmopolitan (UK) presenterar Cosmopolitan Ultimate Women of the Year Awards som prisar kvinnors bedrifter under det senaste året. Galan hedrar bedrifter av inspirerande kvinnliga kändisar. 2013 vann Little Mix detta pris för deras globala framgång.
| Year | Nominerad  | Pris                    | Resultat | Ref.  |
| ---- | ---------- | ----------------------- | -------- | ----- |
| 2013 | Little Mix | Ultimate Export         | Vann     | [ 9 ] |
| 2015 | Little Mix | The Ultimate Girl Group | Vann     |       |

### Glamour Awards
Glamour Awards arrangeras av Glamour magazine varje år för att dela ut olika priser för att hedra extraordinära och inspirerande kvinnor från olika områden, bland annat underhållning, ekonomi, sport, musik, vetenskap, medicin, utbildning och politik. Utmärkelserna startade 2003 och hålls varje maj och juni i England. Little Mix har nominerats 3 gånger och vunnit 1 gång.
| Year | Nominerad  | Pris             | Resultat   | Ref.   |
| ---- | ---------- | ---------------- | ---------- | ------ |
| 2012 | Little Mix | Band of the Year | Nominerad  | [ 10 ] |
| 2014 | Little Mix | Band of the Year | Vann       | [ 11 ] |
| 2016 | Little Mix | Band of the Year | Ej avgjort | [ 12 ] |

### Japan Gold Disc Awards
The Japan Gold Disc Awards (日本ゴールドディスク大賞) för musikförsäljning i Recording Industry Association of Japan, är en stor musik-prisshow som hålls årligen i Japan. Little Max har nominerats två gånger och vunnit två gånger.
| Year | Nominerad  | Pris                   | Resultat | Ref.   |
| ---- | ---------- | ---------------------- | -------- | ------ |
| 2014 | Little Mix | Best 3 New Artists     | Vann     | [ 13 ] |
| 2014 | Little Mix | New Artist of the Year | Vann     | [ 13 ] |

### MTV Europe Music Awards
| Year | Nominerad  | Pris                  | Resultat  | Ref.   |
| ---- | ---------- | --------------------- | --------- | ------ |
| 2015 | Little Mix | Best UK & Ireland Act | Vann      | [ 14 ] |
| 2015 | Little Mix | Worldwide Act: Europe | Nominerad | [ 14 ] |

### MTV Video Music Awards Japan
| Year | Nominerad                                     | Pris               | Resultat  | Ref.   |
| ---- | --------------------------------------------- | ------------------ | --------- | ------ |
| 2015 | "Dreaming Together" (Flower feat. Little Mix) | Best Collaboration | Nominerad | [ 15 ] |

### Nickelodeon Kids' Choice Awards
| Year | Nominerad   | Pris                     | Resultat  | Ref.   |
| ---- | ----------- | ------------------------ | --------- | ------ |
| 2012 | Little Mix  | Favourite UK Band        | Nominerad | [ 16 ] |
| 2012 | Little Mix  | Favourite UK Newcomer    | Nominerad | [ 16 ] |
| 2013 | Little Mix  | Favourite UK Band        | Nominerad | [ 17 ] |
| 2014 | Little Mix  | Favourite UK Band        | Nominerad | [ 18 ] |
| 2015 | Little Mix  | Favourite UK Music Act   | Nominerad | [ 19 ] |
| 2016 | Little Mix  | Favourite UK Music Act   | Nominerad | [ 20 ] |
| 2016 | Mixers      | UK Favourite Fan Family  | Nominerad | [ 20 ] |
| 2016 | Black Magic | UK Favourite Music Video | Nominerad | [ 20 ] |

### Popjustice's Twenty Quid Music Prize
| Year | Nominerad     | Pris              | Resultat | Ref. |
| ---- | ------------- | ----------------- | -------- | ---- |
| 2014 | "Move"        | Track of the Year | Vann     |      |
| 2015 | "Black Magic" | Track of the Year | Vann     |      |

### Pure Beauty Awards
The Pure Beuty Awards firar det bästa inom skönhet- de mest effektiva, spännande och innovativa produkter som lanserats under de senaste 12 månaderna.
| Year | Nominerad               | Pris                 | Resultat | Ref.   |
| ---- | ----------------------- | -------------------- | -------- | ------ |
| 2014 | Little Mix Eye Pallette | Best New Eye Product | Vann     | [ 21 ] |

### Radio Disney Music Awards
| Year | Nominerad | Pris                  | Resultat  | Ref.   |
| ---- | --------- | --------------------- | --------- | ------ |
| 2014 | "Wings"   | Best Song to Dance To | Nominerad | [ 22 ] |

### Shorty Awards
The Shorty Awards är en årligt återkommande prisutdelning som hedrar de bästa inom sociala medier, såsom bland annat Twitter, YouTube, Tumblr, Foursquare och Facebook.
| Year | Nominerad  | Pris                    | Resultat   | Ref.   |
| ---- | ---------- | ----------------------- | ---------- | ------ |
| 2014 | Little Mix | Best UK in Social Media | Nominerad  | [ 23 ] |
| 2015 | Little Mix | Best Band               | Nominerad  | [ 24 ] |
| 2016 | Little Mix | Best Musician           | Ej avgjort | [ 25 ] |

### 4Music Video Honours
| Year | Nominerad  | Pris              | Resultat  | Ref.   |
| ---- | ---------- | ----------------- | --------- | ------ |
| 2012 | Little Mix | Best Breakthrough | Nominerad | [ 26 ] |
| 2012 | Little Mix | Best Group        | Nominerad | [ 26 ] |
| 2014 | Little Mix | Best Girl Group   | Vann      | [ 27 ] |

### Teen Choice Awards
| Year | Nominerad     | Pris                            | Resultat  | Ref.   |
| ---- | ------------- | ------------------------------- | --------- | ------ |
| 2015 | Little Mix    | Choice International Artist     | Nominerad | [ 28 ] |
| 2015 | Little Mix    | Choice Music Breakout Artist    | Vann      | [ 28 ] |
| 2015 | Little Mix    | Choice Summer Music Star: Group | Nominerad | [ 28 ] |
| 2015 | Little Mix    | Choice Music Group: Female      | Nominerad | [ 28 ] |
| 2015 | "Black Magic" | Choice Love Song                | Nominerad | [ 28 ] |